# 민병근
민병근(한국 한자: 閔丙槿, 1981년 3월 9일 ~ )은 대한민국의 전 축구 선수이며, 포지션은 수비수였다.